# 姚會嘉
姚會嘉（？—？），號瀛曙，浙江紹興府會稽縣民籍山阴县人，明朝政治人物。

## 生平
万历二十二年（1594年）甲午科浙江乡试舉人，二十九年（1601年）辛丑科進士，授潮州府推官，署府事，多次与廣東稅監李鳳发生争执。李凤深为愤恨，萬曆三十二年十二月，值會嘉以事入省，李凤遮道将会嘉拦住，而辱之通衢，仍率眾擁至其署。會百姓千餘人號呼赴救，乃得釋，而會嘉遂杜門求去。三十八年升禮部主事。

## 家族
曾祖姚世聞，医学正科。祖父姚希唐，將仕佐郎，事母至孝，年七十九卒，状元张以诚为撰墓誌銘。父姚祖寿，庠生、儒官。兄姚應嘉，万历四十一年進士。